# K808 백호
K808/K806 백호( - 白虎, 영어: K808/K806 White Tiger)는 현대로템에서 개발, 생산하고 대한민국 육군, 해병대에서 사용중인 차륜형 보병전투차이다. K806과 같이 미래 전장환경과 군 구조 개편에 따라 부대의 책임 지역이 확장된 가운데 기동성과 생존성 향상을 위해 개발되었다.

## 역사
2012년 12월 현대로템 주관으로 연구개발 사업으로 시작한 차륜형장갑차 사업이 개발과 운용시험평가에서 전 항목 기준을 충족해 ‘전투용 적합’판정을 받았다. 2016년 5월 30일 국방규격이 제정돼 연구개발이 성공적으로 종료됐다. 보병전투용인 K808과 보병수송용인 K806을 국내 기술로 개발했다.
2016년 12월 29일, 현대로템은 차륜형장갑차 초도양산 물량을 수주하여 방위사업청과 납품계약을 체결했다. 사업 규모는 약 250억원으로 2018년 3월까지 납품할 계획이다.
2017년 12월 8일, 현대로템은 방위사업청에서 발주한 차륜형장갑차 2차 양산 물량 납품계약을 체결했다. 초도양산분에 이은 후속 물량이며 계약 금액은 3,907억원으로 2020년 11월까지 납품한다.
2018년 3월 16일, 차륜형장갑차 초도양산 물량이 약 1년 3개월만에 육군에 최종 납품이 완료되었다. 창원공장에서 생산되어 7월까지 군부대에서 야전운용시험을 거쳐 연말에 전력화될 예정이다.
2020년 9월 29일, 현대로템은 약 4,077억원 규모의 차륜형장갑차 3차 양산 사업을 수주, 방위사업청과 3차 양산 물량 납품계약을 체결하여 2023년까지 방사청에 납품한다.
2022년 8월 26일, 현대로템과 한화디펜스는 폴란드 정부와 K2 전차, K9 자주포 수출 1차 본계약을 체결함으로서 FA-50 구매 계약 외에도 폴란드는 레드백 장갑차와 천무 다연장로켓, K808 차륜형 장갑차, 천궁-2 미사일 수입에도 관심을 보이고 있다고 보도했다.

## 특징
K808은 바퀴가 8개, 보병 전투용으로 전방 야지, 산악지역에서 신속한 전개와 수색정찰임무를 수행하고 K806은 바퀴가 6개, 보병 수송용으로 후방 지역의 기동타격, 수색정찰 임무를 맡게 된다.
우수한 기동성과 뛰어난 생존성을 가졌으며 런플랫 타이어, 타이어 공기압 조절장치, 열영상 잠망경, 독립현수장치, 워터제트(K808) 등을 갖추었다. 이외에도 K808과 K806을 기본 차체로 활용해 30mm 차륜형 대공포, 차륜형 지휘소차량 등 다양한 계열화 장갑차를 확대 개발할 수 있다.

## 같이 보기
- 스트라이커 장갑차: 미국의 8륜구동 차륜형 장갑차
- BTR-90: 러시아의 8륜구동 차륜형 장갑차
- K-21: 한국의 주력 보병전투차량